# Vuelo 2193 de Pegasus Airlines
El vuelo 2193 de Pegasus Airlines era un vuelo doméstico regular de pasajeros de Esmirna a Estambul (Turquía), operado por Pegasus Airlines. El 5 de febrero de 2020, el Boeing 737-800 que operaba la ruta se salió de la pista al aterrizar en el Aeropuerto Internacional Sabiha Gökçen en Estambul (Turquía). Tres personas murieron, 179 resultaron heridas y la aeronave quedó destruida.Este fue el primer accidente fatal en la historia de la aerolínea.El accidente se produjo menos de un mes después de otro accidente de Pegasus Airlines en el que un Boeing 737 se salió de la pista en el mismo aeropuerto.

## Descripción

### Aeronave
El avión era un Boeing 737-86J (matrícula TC-IZK), número de serie 37742, de nombre Açelya (Azalea). Tenía 11 años en el momento del accidente, habiendo volado por primera vez en enero de 2009. El avión había sido operado previamente por la ahora desaparecida aerolínea alemana Air Berlin antes de ser adquirido por Pegasus en mayo de 2016.Antes del accidente, Pegasus tenía previsto retirar este avión una vez que expirara el contrato de arrendamiento, ya que la aerolínea planea pasar a una flota totalmente compuesta por Airbus en el futuro.

### Tripulación
Al mando estaba el capitán Mahmut Aslan, y su copiloto era el primer oficial Ferdinand Pondaag, ciudadano holandés con 400 horas de vuelo en total.

## Accidente
El vuelo 2193 operó dentro de Turquía desde el Aeropuerto de Esmirna-Adnan Menderes, Esmirna a Estambul sin incidentes. Aproximadamente a las 18:30 hora local,el avión intentó aterrizar en Sabiha Gökçen, Estambul, bajo una intensa lluvia y fuertes vientos de cola.En el momento del accidente atravesaba la zona una tormenta con fuertes ráfagas de viento.Otros dos aviones abortaron sus intentos de aterrizaje en el mismo aeropuerto poco antes de que aterrizara el vuelo 2193.

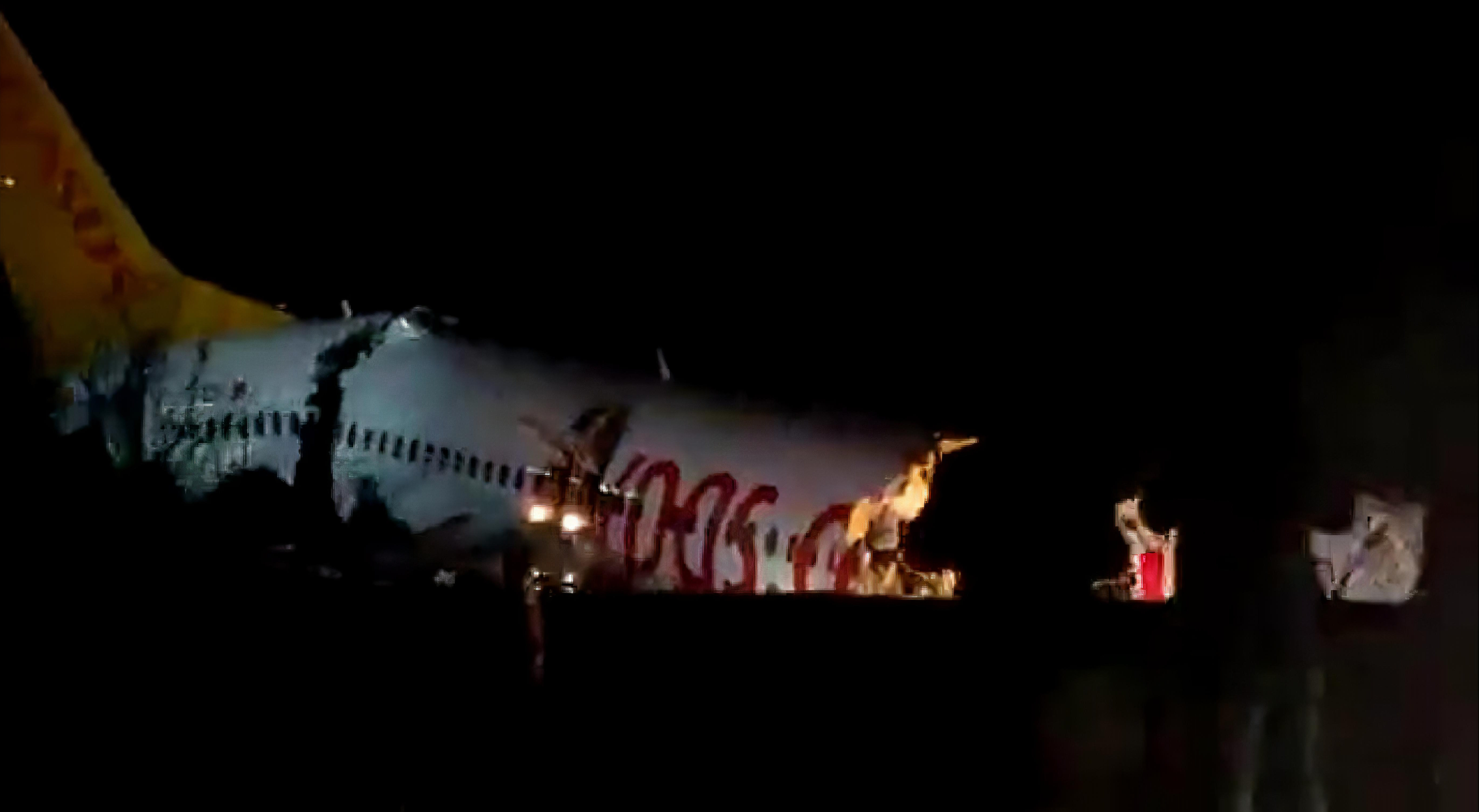
Las consecuencias del TC-IZK después del accidente.

Tras lo que el ministro de transporte turco describió como un "aterrizaje brusco", la aeronave no logró decelerar y se salió del extremo este de la pista.El avión chocó contra antenas ILS y un pequeño edificio antes de caer 30 metros por un terraplén, impactando con una fuerza que los sobrevivientes describieron como similar a una explosión.La aeronave se partió en tres secciones, y la sección delantera del fuselaje resultó especialmente dañada durante el incidente. Los pasajeros escaparon del avión por los huecos entre las secciones del fuselaje. Se produjo un incendio, que fue extinguido posteriormente por los bomberos.
En la madrugada del 6 de febrero de 2020, el ministro de salud de Turquía dijo que tres pasajeros murieron y 179 personas fueron trasladadas a hospitales locales con heridas.Según informes de los medios turcos, se cree que a bordo del avión había 12 niños.Se iniciará una investigación sobre los pilotos debido a especulaciones sobre negligencia de la tripulación. Los pilotos recibieron tratamiento en el hospital antes de ser trasladados a una comisaría para prestar declaración.

## Investigación
El director ejecutivo general de Pegasus Airlines, Mehmet T. Nane, declaró que habían recuperado las cajas negras del avión y habían comenzado a extraer los datos de su interior.Un informe preliminar indicó que había fuertes vientos de cola al aterrizar y que los pilotos, al no saberlo, podrían haber dejado de frenar prematuramente.El 26 de diciembre de 2020, el informe final del accidente, en lugar de publicarse, se compartió con las autoridades debido a la disolución del comité turco de investigación de accidentes. El informe final indicó que el accidente se debió a un error del piloto y del ATC, agravado por la cizalladura del viento durante el aterrizaje. Los pilotos fueron responsables de no haber logrado frustrar el aterrizaje antes de que fuera demasiado tarde. Se atribuyó al controlador la responsabilidad de no proporcionar a los pilotos suficiente información meteorológica, lo que se vio agravado por la cizalladura del viento.